# Goloka

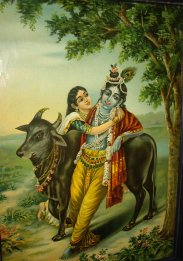
Radha e Krishna, sovrani di Goloka.

Goloka (devanāgarī: गोलोक; lett. «mondo delle vacche»; da go, «vacca» e loka, «mondo») è un termine sanscrito di genere maschile con cui, nella tarda mitologia indù, si indica il "paradiso" ultimo, ovvero quel plenario mondo di felicità spirituale dove risiede Kṛṣṇa, qui inteso come il Bhagavat, Dio, la Persona suprema. 
Tale mondo è posto sulla cima del mitico monte Meru, e qui, con Kṛṣṇa, Rādhā, le gopī e i devoti del Dio, vive anche Surabhi, la mitica mucca che esaudisce ogni desiderio. 